# Fibra de madeira
A Fibra de madeira é o produto da desfibração da madeira e é utilizada na produção de placas de fibra de madeira.
O processo é contínuo por isso na realidade não há o produto fibra de madeira dado que este é imediatamente utilizado da produção de placa de fibra de madeira.

## Produção
As fibras de madeira podem ser obtidas a partir de madeira ou cimento em rolaria ou de estilha proveniente de resíduos de outras indústrias da madeira.
Como processo genérico pode-se adotar:
- A madeira é descascada;
- A madeira é cortada em pedaços formando-se a estilha;
- A estilha é separada sendo aproveitada apenas a de tamanho adequado;
- A estilha é lavada;
- A estilha é cozida;
- A estilha é desfibrada.